# 中央军委政治工作部群众工作局
中央军委政治工作部群众工作局，位于北京市，是中央军事委员会政治工作部下属局，负责全军群众工作。

## 沿革
1956年7月，中国人民解放军总政治部设立中国人民解放军总政治部兵役政治工作部。1957年3月，改称中国人民解放军总政治部群众工作部。
1969年11月，中国人民解放军总政治部群众工作部和联络部合并，称中国人民解放军总政治部群众工作部，下设群众工作处和联络工作处。1975年7月，中国人民解放军总政治部联络部恢复独立。
1999年1月中国人民解放军总政治部群众工作部撤销，改为中国人民解放军总政治部办公厅群众工作局。2003年，改为中国人民解放军总政治部办公厅群众工作办公室。
2003年9月，中共中央、中央军委确定的军队体制编制调整改革总体方案明确，将由国家国防动员委员会综合办公室承担的国防教育工作职能，调整给中国人民解放军总政治部群众工作办公室。经中共中央、国务院、中央军委批准，国家国防动员委员会综合办公室与中国人民解放军总政治部群众工作办公室于2003年10月底完成了国防教育工作职能交接。自2003年11月1日起，中国人民解放军总政治部群众工作办公室承担国家国防教育办公室职能。经国务院、中央编委领导的批准，将原来加挂在国家国防动员委员会综合办公室的“国家国防动员委员会国防教育办公室”（简称“国家国防教育办公室”）的牌子改挂至中国人民解放军总政治部办公厅，原国家国防教育办公室承担的职责随牌子一起移交。
在深化国防和军队改革中，2016年1月中国人民解放军总政治部撤销，成立中央军事委员会政治工作部，下设中央军委政治工作部群众工作局，负责全军群众工作。中央军委政治工作部群众工作局首任局长为李辉。

## 历任局长
中国人民解放军总政治部群众工作部部长
- 谷景生（1958年5月—1964年11月）
- 谢镗忠（1964年11月—1965年5月）
- 鲍奇辰（1965年9月—1968年10月）[8]
- 吕村夫（1969年12月—1982年8月）
- 宋英奇 少将（1982年8月—1989年）[9]
- 祝庭勋 少将（1989年—1990年）[10]
- 张树田 少将（1990年—1992年12月）[11]
- 邓先群 少将（1992年12月—1995年12月）[12]
- 马述宽 少将（1995年12月—1999年1月）[13][14]

中国人民解放军总政治部办公厅群众工作局局长
- 王伯廷 少将（1999年1月—1999年8月）[15]
- 常生荣 大校（1999年8月—2003年）[4][16][17]

中国人民解放军总政治部办公厅群众工作办公室主任
- 常生荣 少将（2003年—2009年）[18][19][20]
- 汤奋 少将（2009年—2014年3月）[21][22]
- 李辉 少将（2014年3月—2016年1月）[3]

| 中央军委政治工作部群众工作局局长 - 李辉 少将（2016年1月—） - 肖安水 | 中央军委政治工作部群众工作局副局长 - 巴谋国 大校（2016年—） - 韩江洲 大校（2016年—） |